# Conde de Arundel

Armas de los d'Aubigny, condes de Arundel, blasonadas según el armorial de Charles (s. XIII), para Hugh d'Aubigny, quinto conde de Arundel (m. 1243): De gules, un león rampante de oro. Estas armas fueron adoptadas por la familia FitzAlan, sucesores en el condado de Arundel. Así se ve en las armas de Richard FitzAlan, octavo conde de Arundel (1266-1302) en el armorial de Falkirk, el armorial de Glover y en el poema de Caerlaverock. En la actualidad, estas armas aparecen en el cuarto cuartel de las armas del duque de Norfolk, de la familia de FitzAlan-Howard, quien ostenta en la actualidad el título.

Conde de Arundel es el título de nobleza más antiguo existente con la dignidad de par de Inglaterra. Ostentado actualmente por Edward Fitzalan-Howard, 18° duque de Norfolk y usado (junto a conde de Surrey) como un título de cortesía por su heredero, fue creado en 1138 para el barón normando Sir William d'Aubigny.
Hasta mediados del siglo XIII, los condes fueron conocidos con frecuencia como conde de Sussex, sin embargo este título cayó en desuso. Casi al mismo tiempo, el condado pasó a manos de la familia FitzAlan, originaria de Bretaña, una rama menor de la que llegó a convertirse en la casa de Estuardo, que posteriormente reinaría en Escocia en Inglaterra.
El XX conde de Arundel Felipe Howard (1557–1595) es venerado como santo en la Iglesia católica. Fue canonizado por el Papa Pablo VI en 1970, como uno de los Cuarenta Mártires de Inglaterra y Gales que murieron por su fe durante el reinado de la Reina Isabel de Inglaterra. En la localidad de Arundel (Sussex Occidental) existe una catedral dedicada a este santo con el nombre  Iglesia Catedral de Nuestra Señora y San Felipe Howard.

## Titulares
- William d'Aubigny, I conde de Arundel
- William d'Aubigny, II conde de Arundel
- William d'Aubigny, III conde de Arundel
- William d'Aubigny, IV conde de Arundel
- Hugh d'Aubigny, V conde de Arundel
- John FitzAlan, VI conde de Arundel
- John FitzAlan, VII conde de Arundel
- Richard FitzAlan, VIII conde de Arundel
- Edmund FitzAlan, IX conde de Arundel
- Richard FitzAlan, X conde de Arundel
- Richard FitzAlan, XI conde de Arundel
- Thomas FitzAlan, XII conde de Arundel
- John FitzAlan, XIII conde de Arundel
- John FitzAlan, XIV conde de Arundel
- Humphrey FitzAlan, XV conde de Arundel
- William FitzAlan, XVI conde de Arundel
- Thomas FitzAlan, XVII conde de Arundel
- William FitzAlan, XVIII conde de Arundel
- Henry FitzAlan, XIX conde de Arundel
- San Felipe Howard, XX conde de Arundel
- Thomas Howard, XXI conde de Arundel
- Henry Howard, XXII conde de Arundel
- Thomas Howard, V duque de Norfolk y XXIII conde de Arundel
- Henry Howard, VI duque de Norfolk y XXIV conde de Arundel
- Henry Howard, VII duque de Norfolk y XXV conde de Arundel
- Henry Howard, VIII duque de Norfolk y XXVI conde de Arundel
- Edwars Howard, IX duque de Norfolk y XXVII conde de Arundel
- Charles Howard, X duque de Norfolk y XXVIII conde de Arundel
- Charles Howard, XI duque de Norfolk y XIX conde de Arundel
- Bernard Howard, XII duque de Norfolk y XXX conde de Arundel
- Henry Howard, XIII duque de Norfolk y XXXI conde de Arundel
- Henry Fitzalan-Howard, XIV duque de Norfolk y XXXII conde de Arundel
- Henry Fitzalan-Howard, XV duque de Norfolk y XXXIII conde de Arundel
- Bernard Fitzalan-Howard, XVI duque de Norfolk y XXXIV conde de Arundel
- Miles Fitzalan-Howard, XVII duque de Norfolk y XXXV conde de Arundel
- Edward Fitzalan-Howard, XVIII duque de Norfolk y XXXVI conde de Arundel